# Música en la sangre
Música en la sangre es una novela de ciencia ficción del escritor estadounidense Greg Bear, aparecida por primera vez en 1985. La novela se publicó originalmente en forma de relato en el número de junio de 1983 de la revista Analog, ganando el relato los premios Nébula de 1983 y Hugo de 1984.
Esta novela es considerada como una obra visionaria, debido a que antecede por un año a la edición en 1986 del libro Engines of Creation de Eric Drexler, libro que define la idea de nanomáquina tal y como se le reconoce hoy en día, y que suele marcar el comienzo de la utilización de tal concepto de nanomáquina, como un argumento narrativo recurrente en la ciencia ficción.
Greg Bear describe en esta novela la invención por parte de un genetista de células inteligentes, que el autor llama noocitos, los cuales tienen muchas de las propiedades asociadas posteriormente a las hipotéticas máquinas microscópicas.
Esta novela se presume habitualmente del subgénero de la ciencia ficción dura, pese a contener algunas ideas que bordean con la fantasía. Quizás uno de sus mayores méritos sea el hecho que la tecnología descrita produzca todavía la impresión de vigencia y actualidad. Cosa que es infrecuente en las obras de ficción científica que se apegan demasiado al estado de la arte de la ciencia y la técnica tal y cual es al momento de la escritura.

## Resumen de la trama
Vergil Ulam es un biotecnólogo descrito como brillante y socialmente inepto, trabajando en una start-up californiana embarcada en la creación de biochips y proyectos militares, pero en su tiempo libre persigue un proyecto diferente: la creación de computadores biológicos celulares, manipulando los genes de linfocitos obtenidos de su propia sangre.
Sus empleadores se dan cuenta de sus maniobras extracurriculares con material de la empresa, y para su consternación no tardan en ordenarle que desista, así como la destrucción de sus ensayos casi terminados.
Vergil finge consentir pero secretamente decide inocularse los linfocitos modificados, con la esperanza de poder evadir la seguridad en su lugar de trabajo sin ser detectado, y poder continuar sus trabajos en otra parte.
Tal y como lo desea, Vergil no tarda en ser despedido de su empleo. Sin embargo su idea de inocularse con su propia creación resulta tener consecuencias mucho mayores de lo que esperaba: las células resultan ser más inteligentes de lo que creía, y empiezan a auto-organizarse, a reproducirse y a modificar discretamente su cuerpo para adaptarlo a sus necesidades.
Los noocitos se tornan conscientes de sí y empiezan a explorar su mundo, y descubren muy pronto que su universo no es otro que el cuerpo de una criatura mayor: Vergil Ulam. El cual pasa mientras tanto por varios momentos personales significativos, como el comienzo de una relación sentimental, mientras ignora que es el anfitrión de una auténtica civilización celular.
Cosa que cambia cuando Vergil nota los cambios cada vez más significativos que ocurren en su cuerpo, pero sobre todo, cuando empieza a comunicar con los noocitos.
De allí el destino de la Tierra está sellado: los noocitos aprenden que hay un mundo entero fuera del suyo, y deciden empezar a emigrar hacia otros horizontes, creando lo que puede describirse como una peste inteligente que infecta todos los seres vivientes en Norteamérica en cuestión de días.
Los noocitos asimilan todo a su paso y crean una nueva ecología así como una nueva civilización que pronto es más avanzada que la humana, y que eventualmente significa el fin de humanidad.
Aunque como parte de la trama, Greg Bear narra cómo los noocitos son intelectual y éticamente superiores a los humanos, y procuran por lo tanto siempre salvaguardar e incorporar todo lo que absorben, de modo que aunque esta es ciertamente una historia del fin del mundo, es también una obra próxima de la idea propuesta por Arthur C. Clarke en El fin de la infancia, en la que el próximo estadio de la humanidad es una super-mente unificada.